# Nagy övesbagoly
A nagy övesbagoly (Catocala dilecta) a kvadrifid bagolylepkefélék családjába tartozó, Európában, Észak-Afrikában és Kis-Ázsiában honos lepkefaj. 

## Megjelenése
A nagy övesbagoly szárnyfesztávolsága 6,6-6,8 cm. Elülső szárnyai szürkés-barnásan márványozott rejtőszínűek, a fakérgen ülő lepke csak nehezen vehető észre. Hátulsó szárnya karmazsinpiros, szegélyén széles, hullámos peremű fekete sáv, közepén keskeny, a sávval szinte párhuzamos, hullámos szalag található; ennek alsó vége elhomályosul. Az elülső szárny rojtja szürkésbarna, a hátsóé barnán-világosan csíkos. Az elülső szárny fonákjának alapszíne fehér, de csak két keskeny harántsáv látszik belőle, a széles fekete sávok a szárny nagy részét kiteszik; a csúcs felé elszürkülnek. A hátulsó szárny fonákján a rajzolat a felszínéhez hasonló, de a belső fekete szalag rövidebb, felső részén fekete holdfolt ágazik ki belőle, amelynek közepéből hosszú és éles fekete csík húzódik a szárny tövébe. Középső tere gyakran kettéosztott, alul karminpiros, felül fehéres. Válltakaróinak kerete fekete. 
Mintázatának színe változékony. 
Hernyója zöldesszürke, színe és alakja a fiatal gallyakéhoz hasonlít. Fehér vagy hússzínű pontok tarkítják, hátán sötét kettős vonal fut végig. Bibircsei fehérek vagy sárgásak, a 8. szelvény duzzanata sárga, oldalain a lábakig márványozott, fejét világosbarna és fekete vonalkák tarkítják.

### Hasonló fajok
A tölgyfa-övesbagoly, fűzfa-sárgaövesbagoly, piros övesbagoly, nyárfa-övesbagoly, kis tölgyfa-övesbagoly nagyon hasonlít hozzá, megkülönböztetésükhöz gyakorlat szükséges.

## Elterjedése
Európa déli és középső részein honos az Ibériai-félszigettől Dél-Oroszországig. Előfordul Észak-Afrikában és Kis-Ázsiában is. Magyarországon ritka, csak helyenként fordul elő a Dunántúlon és az Északi-középhegységben. 

## Életmódja
Meleg tölgyerdők lakója.  
Évente egy nemzedéke nő fel, imágói június végétől szeptember elejéig repülnek. Petéje áttelel és a következő év áprilisában kel ki belőle a hernyó, amely különféle tölgyfajok leveleivel táplálkozik.  
Magyarországon védett, természetvédelmi értéke 10 000 Ft.

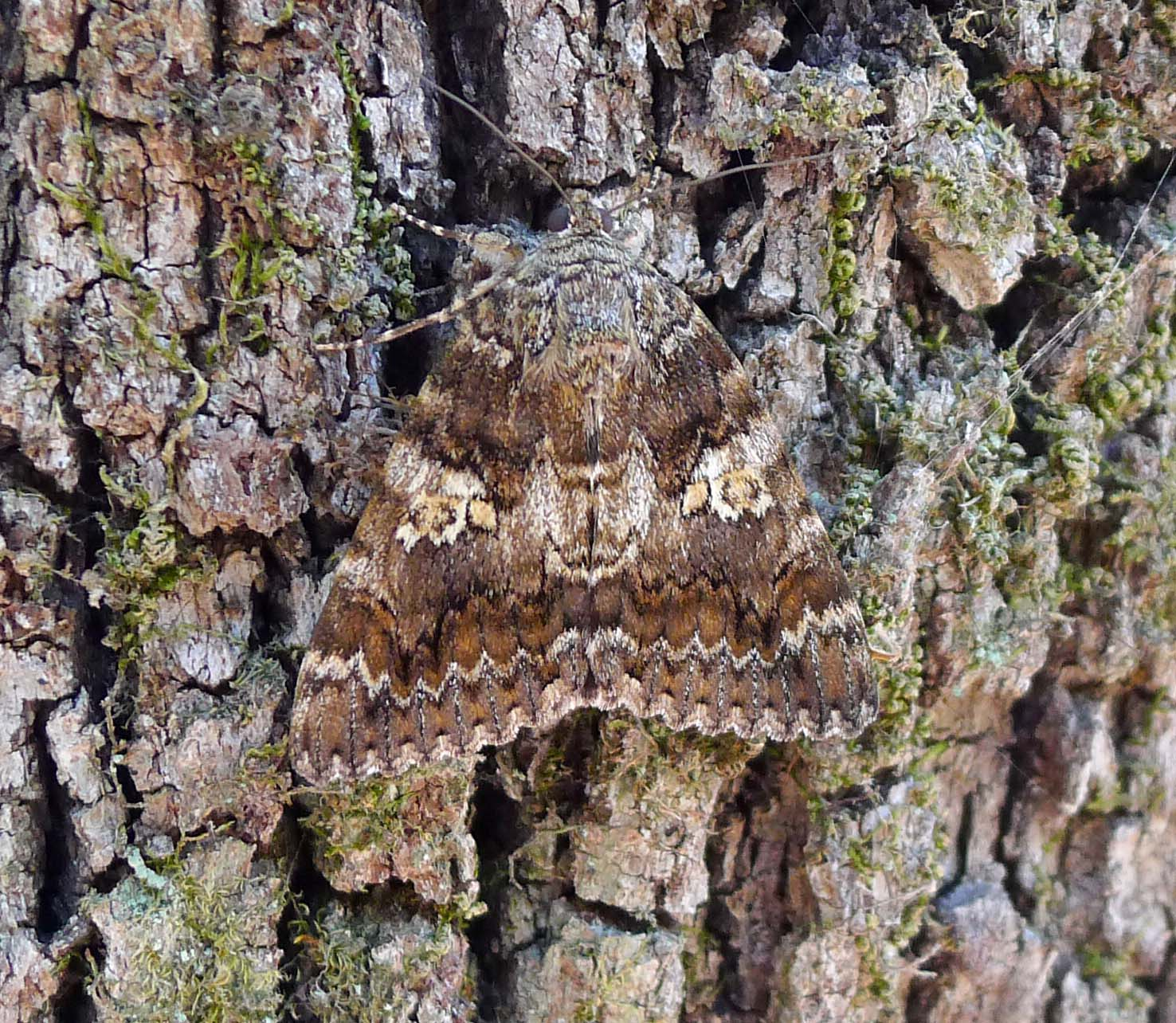
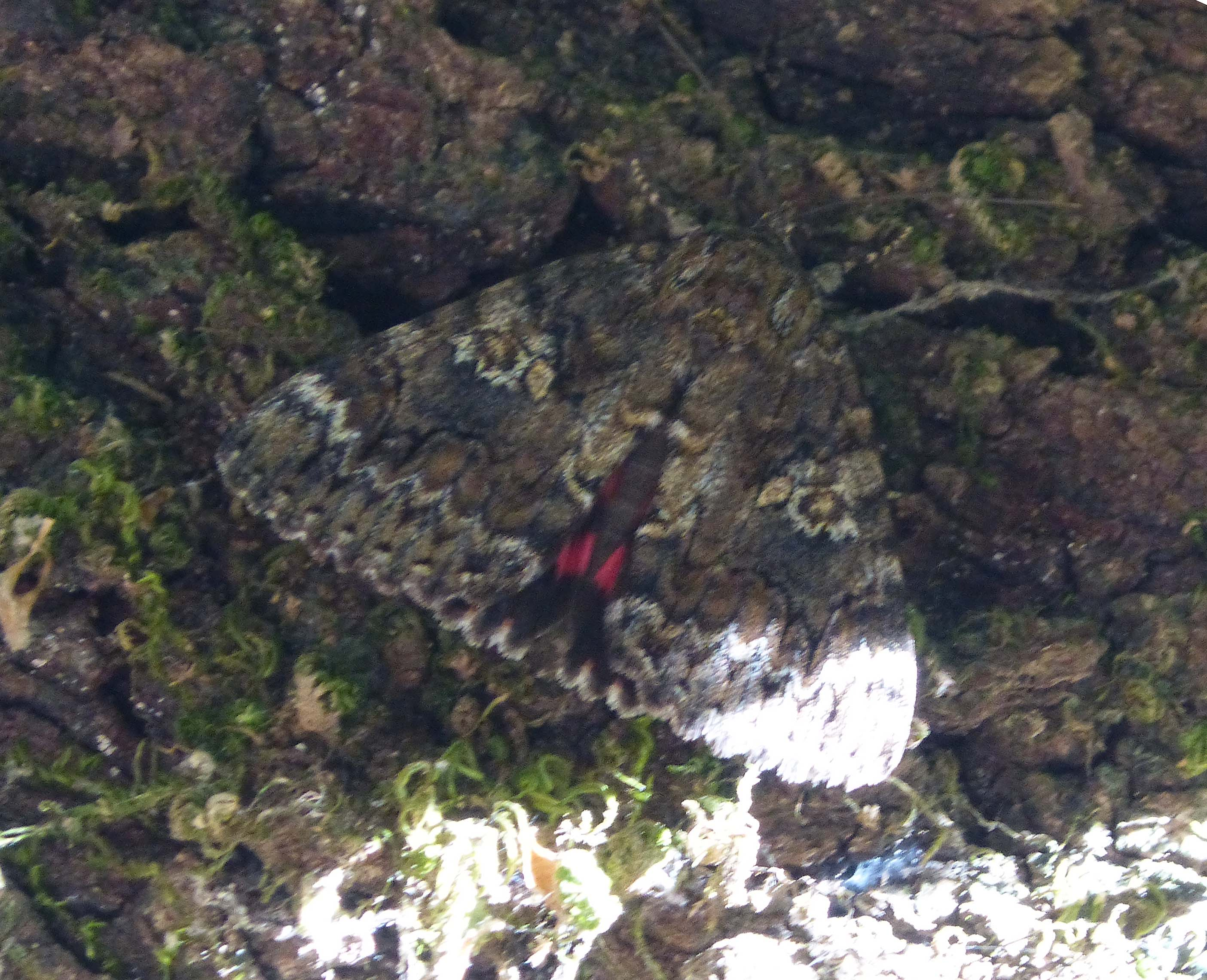
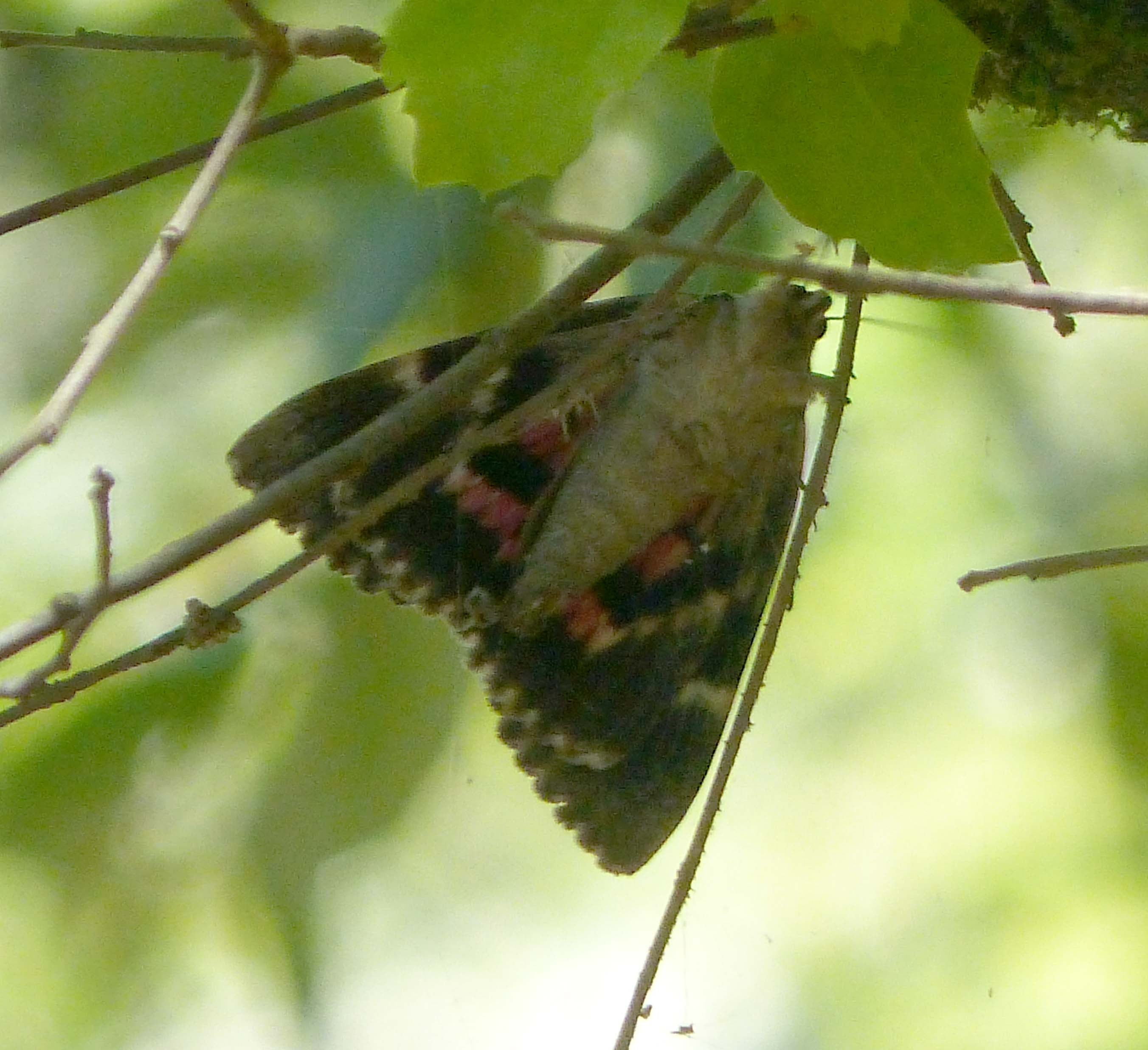